# Vasaces (general)
Vasaces (em latim: Vasaces; em armênio: Վասակ; romaniz.: Vasak; em grego: Βασσάκης; romaniz.: Bassákēs; fl. 538-542) foi um nobre e general de origem armênia que possivelmente pertenceu a família Mamicônio. Esteve envolvido na conspiração que provocou a morte do oficial bizantino Acácio e posteriormente participou na delegação ao xá sassânida Cosroes I (r. 531–579).

## Nome
Vasaces é a forma latina do armênio Vasaque (Վասակ, Vasak), que derivou do iraniano médio Vasaque (*Vasak) e, por conseguinte, do iraniano antigo Vasaca (*Vasa-ka-; de *vas-, "desejar, desejo"). Foi registrado em aramaico do Egito como Vasaque (Wsk̊), em sodiano maniqueísta como Vasaque (Ws’k), em siríaco como Basague (Basag) e em grego como Uasaces (Ουασάκης, Ouasákēs), Bataces (Βαττάκης, Battákēs) e Bas[s]aces (Βασ[σ]άκης, Bas[s]ákēs). Ferdinand Justi propôs que estivesse ligado a Bagasaces (Bagasacēs; Βαγασάκης, Bagasákēs), que derivou do persa antigo Bagasaca (*Bagasaka).

## Biografia

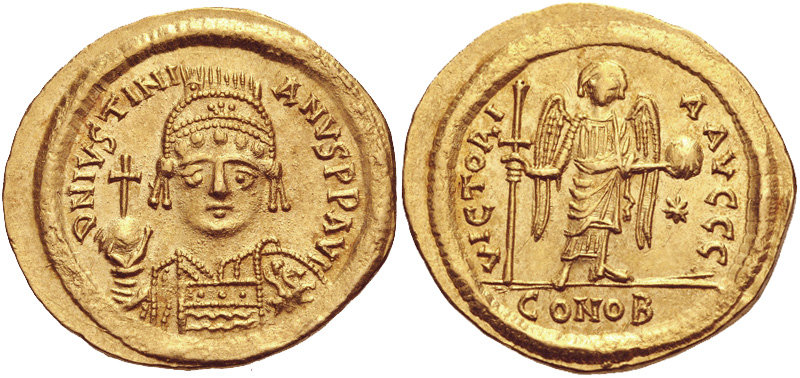
Soldo de Justiniano r.

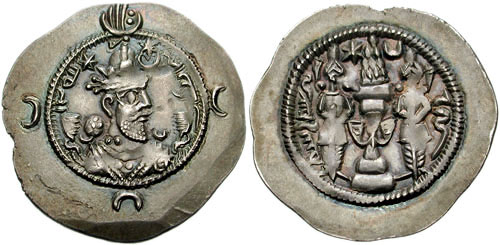
Dracma de r.

Vasaces foi registrado como genro de João, um oficial aparentado com os arsácidas armênios, e cunhado dos oficiais Artabanes e João. Era o pai dum Gregório e Christian Settipani, com base numa carta do católico de todos os armênios Narses II, considera-o como pai de Vardanes III Mamicônio.
Em 538/539, Artabanes participou em uma conspiração armênia contra Acácio, o procônsul da Armênia I, cujos pesados impostos e comportamento cruel causaram grande ressentimento. O próprio Artabanes matou Acádio. Logo depois, na batalha entre os rebeldes e o exército bizantino em Enócalo, o general Sitas, enviado por Justiniano (r. 527–565) para sufocar a rebelião, foi morto, quiçá por Artabanes. O pai de Artabanes e Vasaces tentaram negociar um trégua com o sucessor de Sitas, Buzes, mas o primeiro foi morto pelo oficial.
Como resposta ao evento, Vasaces participou duma delegação ao xá sassânida Cosroes I (r. 531–579) na qual solicitou refúgio aos conspiradores. Atravessando para o território persa, nos anos seguintes eles participariam das campanhas de Cosroes I contra os bizantinos. Em 542, contudo, Vasaces e outros armênios que partiram à Pérsia receberam salvo-conduto imperial e dirigiram-se a Constantinopla. Procópio de Cesareia, em seu registro sobre o período, relata que Vasaces era um homem de ação.